# Neil Abercrombie
Neil Abercrombie (sinh 26 tháng 6 năm 1938) là thống đốc thứ 7 của tiểu bang Hawaii, Hoa Kỳ. Ông bắt đầu giữ chức vụ này từ năm 2010 đến 2014. Ông thuộc Đảng Dân chủ Hoa Kỳ, là hạ nghị sĩ Hạn viện Hoa Kỳ cho khu vực bầu cử nghị viện thứ nhất của Hawaii bào gồm cả Honolulu. Ông đã làm việc tại Quốc hội Hoa Kỳ từ năm 1991 đến năm 2010 khi từ chức để tranh cử thành công chức thống đốc bang. Ông là một nhà lập pháp bang và là thành viên của Hội đồng thành phố Honolulu.